# PGC 46529
LEDA/PGC 46529 (auch NGC 5098B) ist eine mit NGC 5098 wechselwirkende Elliptische Galaxie vom Hubble-Typ E7s= im Sternbild Jagdhunde am Nordsternhimmel. Sie ist schätzungsweise 503 Millionen Lichtjahre von der Milchstraße entfernt und hat einen Durchmesser von etwa 90.000 Lichtjahren.
Im selben Himmelsareal befinden sich u. a. die Galaxien NGC 5096, IC 883, IC 4227.